# Jetel rolní
Jetel rolní (Trifolium arvense), též jetel kočičí, je jednoletá vzpřímená rostlina z čeledi bobovité.

## Popis
Lodyha je částečně vystoupaná, chlupatá a načervenalá, přímá a větvená. Dosahuje délky až 40 cm. Ve spodní část jsou listy dlouze řapíkaté, v horní téměř přisedlé. Čepele jsou podlouhle kopinaté a měkce chlupaté. 1–2 cm velká květenství nesou drobné květy, které jsou zpočátku bílé. Později přecházejí do červena. Hustě a dlouze ochmýřený kalich je delší než okvětní lístky. Květenství vyrůstající na stopkách, jedná se o protáhlé hlávky s huňatými a chlupatými květy zbarvenými do běla nebo růžova. Lusky jsou jednosemenné. Kvete od května až do července.

## Rozšíření
Tato teplomilná rostlina je hojná téměř po celé Evropě, Asii, v severní Africe a v Severní Americe, kde byla zavlečena. Jako krmivo je bezcenná.
Roste na suchých loukách, v trávnících, ladem ležících půdách, na písčitých a nevápenitých půdách. V Česku se vyskytuje hlavně v nížinách a v podhůří.